# Zannanza
Zannanza byl chetitský princ, syn krále Šuppiluliumaše I. Jeho otec byl v závěru amarnského období požádán blíže neznámou staroegyptskou královnou, aby jí po smrti jejího manžela – krále Egypta poslal jednoho ze svých synů s tím, že se po jejím boku stane egyptským panovníkem. Identita této královny je neznámá: je pokládána někdy za Nefertiti (manželku Achnatona), spíše výjimečně za Meritaton (manželku Smenchkarea), nejčastěji však bývá ztotožňována s Anchesenamon, vdovou po Tutanchamonovi. Na cestě do Egypta Zannanza zemřel, nejspíše byl zavražděn.

## Královnina žádost
Text dopisů, které královna napsala chetitskému králi, byl nalezen na počátku 20. století v průběhu vykopávek v oblasti někdejšího chetitského hlavního města Chattušaše. V době předcházející jejich napsání byl Egypt s Cheticií ve válečném konfliktu, v němž Chetité měli okamžitou převahu. Když její manžel zemřel, obrátila se dahamunzu (chetitská výslovnost egyptského titulu ta hemet nesu – „královská manželka“) v této situaci na Šuppiluliumaše I. s žádostí:
„Můj manžel zemřel. Syna nemám. Ale ty, říkají, máš mnoho synů. Kdybys mi dal jednoho z nich, stal by se mým manželem… Je mi líto! Nikdy bych si za manžela nevybrala svého sluhu!“
Nelze říci přesně, jaké důvody k takové nabídce vedly, ale je zřejmé, že následník trůnu měl být pouze královského původu a po dvou písemných prosbách u sousedního chetitského krále byl vypraven princ Zannanza, který ale záhy umírá. Není však jasné, zda královniným motivem bylo sjednat mír nebo velký strach z vpádu Chettitů do Egypta ze severu i s vědomím, že se tak Egypt stane podrobeným vazalem sousední Chetitské říše, jako bývalý rival Egypta říše Mitanni, anebo zda se jenom chtěla vyhnout nucenému manželství s někým jiným. Tímto sňatkem a nástupem prince Zannanzy na uvolněný trůn by byla zajisté založena nová královská dynastie a země by se plně podrobila nadvládě „severní říše“. Každopádně však tato nabídka vzbudila velké překvapení a nedůvěru, neboť chetitskému králi se „taková věc nikdy v životě nestala.“ Usiloval zjistit důvěryhodnost nabídky, na což mu královna odpověděla opakovanou prosbou:
„Proč říkáš ´Oni mě klamou!´ takovým způsobem? Mít syna, psala bych snad k hanbě své a své země do ciziny? Nevěřil´s mi a řekl´s mi to! Ten, kdo byl mým manželem, zemřel! A syna nemám! Nikdy si nevezmu za manžela svého sluhu! Nepsala jsem do žádné jiné země, pouze tobě jsem psala. Říkají, že tvých synů je mnoho: jednoho… mi tedy dej! Mně bude manželem, ale Egyptu bude králem!“

## Identita královny
Otázka identity pisatelky dopisů je nejasná. Chetitský text jméno jejího zemřelého manžela a krále uvádí jako Naphururija, což může být přepis jak Achnatonova trůnního jména Nefercheprure, což by byla královská manželka a jeho dcera Meritaton, tak ale i Tutanchamonova jména Nebcheprure, což by ukazovalo na královskou manželku Anchesenamon.